# アスパラクラブ
アスパラクラブは、朝日新聞社が主催しているWWW上の会員制ポータルサイトである。2004年10月にサービス提供が開始された。

## 名前の由来
アスパラガスのように、フレッシュですくすく育つイメージから名付けられた。「明日を情報のパラダイスにする」という意味も込められている。尚、本サービスのキャッチコピーは「あす、パラダイス」。

## 仕組み
- 誰でも入会可能。ただし、朝日新聞の定期購読者の状況によって会員の種別が異なる。
- 入会金・年会費無料。ただしサービス提供の内容は会員の種別により異なる他、有料サービスもある。
- 申し込みはウェブサイトから行う。また朝日新聞販売店・「ASA」にも会員申し込みはがきを用意している。

## 会員種別
- ホワイト会員（朝日新聞の定期購読を行っていない会員対象）
- イエロー会員（朝日新聞の定期購読期間が1年未満の会員対象）
- グリーン会員（朝日新聞の定期購読期間が1年以上の会員対象）
- 定期購読期間が長いほど、会員の利用できるサービスは拡大していく。グリーン会員となると全サービスを利用できる。

## サービス終了
アスパラクラブは朝日新聞の会員制サイト「朝日新聞デジタル」に統合するため、2012年11月25日付けでこのウェブサイトでの公開を終了することになった。統合作業は同年11月11日以後順次実施し、統合後は朝日新聞デジタルでアスパラクラブの機能やプレゼントの企画などを展開していく。
アスパラクラブの会員で、朝日新聞デジタルの会員になっていない人は、全員朝日新聞デジタルの無料登録会員に統合される。（ただしインターネット経由のものだけであり、ハガキ経由の場合は別途手続きが必要となる）